# 必殺スペシャル・秋 仕事人vs仕事人 徳川内閣大ゆれ! 主水にマドンナ
『必殺スペシャル・秋 仕事人vs仕事人 徳川内閣大ゆれ! 主水にマドンナ』（ひっさつスペシャル・あき! しごとにんバーサスしごとにん とくがわないかくおおゆれ! もんどにマドンナ）は、1989年10月6日の金曜日20:00 - 21:48に、ABCと松竹（京都映画撮影所、現・松竹撮影所）が共同製作・テレビ朝日系列で放送された時代劇。主演は藤田まこと。
必殺シリーズの長時間スペシャル第14弾である。

## 概要
本作は、当時の時事ネタが強く反映されている。放送された1989年当時は、前年のリクルート事件や4月の消費税導入などで、参議院選挙で自民党が日本社会党に大敗した時期である。当時の社会党は女性党首の土井たか子が率い、選挙でも女性候補者を多く出したことからマドンナ旋風と呼ばれた。脇坂と石倉の政局争いは、自民党政権内での抗争をモチーフとしている。また、竹薮から千両箱を発見したことも、当時川崎市で竹薮から一億円発見された事件（竹やぶ騒動）が由来である。
『必殺仕業人』でやいとや又右衛門を演じた大出俊が、主水たちとは別グループの仕事人・蛇の目の佐太郎役で必殺シリーズに再登場したことも話題を呼んだ。

## あらすじ
次期大老職を巡って老中の脇坂常陸守と石倉甲斐守は政治抗争を続けていた。石倉は金を使って他の老中や御三家といった有力者に根回しを行い、清廉な脇坂は石倉の不正を暴くべく奮闘していた。
その頃、中村主水は佐渡の役人時代の初恋の女性・佐和と再会する。2人は相思相愛の仲であったものの、彼女は奉行の娘であり、身分違いから別れた過去があった。現在、佐和は茶道の師範を務めながら脇坂の下で働く息子夫婦と穏やかに暮らしていた。
石倉の側用人・鳴海勘兵衛は、自家の金庫番である乾屋久兵衛を通して、脇坂を殺すための仕事人・蛇の目の佐太郎らを雇う。一方、脇坂の側用人・立花左近と佐和の息子・折笠菊馬は、主を守るため、元締を通して関取くずれの力らを雇って警護を頼み、佐和との関係から主水も手を貸す。そして脇坂の命を狙う仕事人と、彼を守ろうとする仕事人による抗争が起こる。
やがて立花と菊馬は、石倉が金座を利用した不正を働いていることを暴く。しかし、脇坂の馬鹿息子が不始末をしでかしたことで石倉に付け入る隙を与えられる。息子が可愛い脇坂は石倉に手打ちを頼み、石倉は互いの仕事人を始末することを条件に了とする。石倉との手打ちを知った菊馬は、脇坂に抗議するが、立花らに殺害される。
鳴海と立花は互いの仕事人達を誘き出し、始末する。佐太郎は死に際、敵だった主水に仕事を頼んで息絶える。主水は、船で現れた佐和の手助けで脱出に成功し、政や加代に今回の顛末を話す。そして今回の標的と頼み料を分配しようとした時、そこに佐和が現れる。実は佐和は「松風の佐和」と異名をとる仕事人であった。彼女は、頼み料を追加した上で息子の敵討ちのため仕事に参加する。
脇坂と石倉が月見の宴を開いている最中、政は池を泳いで近づき、鳴海と立花を密かに殺す。そして加代は人払いを行い、脇坂と石倉だけにする。茶の師匠として潜入した佐和は、脇坂に自分は菊馬の母と名乗り、仕込み茶筅で彼の眉間を突き刺す。それにおののいた石倉を主水が刺殺し、恨みを晴らす。

## キャスト

### 仕事人
- 中村主水 - 藤田まこと
- 何でも屋の加代 - 鮎川いずみ
- 鍛冶屋の政 - 村上弘明[注釈 1]
- 一筆書きの助六 - 小野ヤスシ
- 関取くずれの力 - 安岡力也
- 元締 - 島田順司
- 折笠佐和（松風の佐和） - 池内淳子

### 仕事人(佐太郎一派)
- 蛇の目の佐太郎 - 大出俊
- 数珠師の弥太 - 崎津隆介
- いかけ屋の音松 - 西田真吾
- 伴勇太郎

### 仕事人の周辺人物
- 中村せん - 菅井きん
- 中村りつ - 白木万理
- 与力 鬼塚 - 西田健
- 筆頭同心 田中 - 山内としお
- 折笠菊馬 - 山下規介
- 折笠こずえ - 森口瑤子
- 小者 六平 - 妹尾友信

### その他
- 脇坂常陸守 - 江原真二郎
- 石倉甲斐守 - 菅貫太郎
- 鳴海勘兵衛 - 戸浦六宏
- 立花左近 - 辻萬長
- 乾屋久兵衛 - 外山高士
- 片桐格之進 - 関根大学
- おたみ - 春やすこ
- おさと - 池田純子
- 白蛇占い師・お駒 - 泉アツノ

- ナレーター - 島田正吾

## スタッフ
- 制作 - 山内久司（ABC）
- 脚本 - 保利吉紀
- 音楽 - 平尾昌晃
- 監督 - 松野宏軌
- 撮影 - 石原興
- 照明 - 中島利男
- 殺陣 - 布目真爾
- 現像 - IMAGICA
- 協力 - エクラン演技集団・新演技座
- プロデューサー - 奥田哲雄・辰野悦央（ABC）、桜林甫・武田功（松竹）
- 制作協力 - 京都映画撮影所（現・松竹撮影所）
- 制作 - ABC、松竹

## 主題歌
- 西崎みどり「旅愁」（ミノルフォン・レコード（現・徳間ジャパンコミュニケーションズ））
作詞：片桐和子、作曲：平尾昌晃、編曲：竜崎孝路
『暗闇仕留人』の主題歌。